# Geranium charucanum
Geranium charucanum är en näveväxtart som beskrevs av Paul Carpenter Standley. Geranium charucanum ingår i släktet nävor, och familjen näveväxter. Inga underarter finns listade i Catalogue of Life.